# Кайрак (музыкальный инструмент)
Кайра́к (узб.), кайро́к (тадж.) — кастаньеты, сделанные из четырёх продолговатых плоских камней размером 120—150 х 50—70 мм, естественно отшлифованных в русле реки. Инструмент использовался в начале XX века для аккомпанемента танцев и выступлений канатоходцев и ходулеходцев в Бухаре, Фергане, Ташкенте. Кайрак входи в состав Оркестра народных инструментов Узбекской ССР. В народной музыке почти не используется.
Исполнители удерживали по 2 камня разной толщины в каждой руке и могли исполнять сложные ритмы-усули.